# Tocopilla (Chapare)
Tocopilla (también: Sindicato Tocopilla) es la ciudad capital del Sindicato Tocopilla, Central Villa 14 de Septiembre, de la Federación Especial de Trabajadores Campesinos del Trópico de Cochabamba (FETCTC), municipio de Villa Tunari en la provincia de Chapare, departamento de Cochabamba, en Bolivia.

## Ubicación
Tocopilla es un asentamiento en el área de colonización del TIPNIS sur en el Municipio Villa Tunari en la provincia de Chapare. El pueblo se encuentra a una altitud de 226 m dos kilómetros al este del río Chipiriri, que desemboca río abajo en el río Isiboro.

## Geografía
Tocopilla se encuentra en las tierras bajas de Bolivia en el extremo norte de la Cordillera Oriental. El clima es tropical con un clima diurno distinto.
La temperatura media anual a largo plazo es de poco menos de 27 °C, las temperaturas mensuales oscilan entre unos buenos 23 °C en julio y poco menos de 29 °C en diciembre y enero (ver diagrama climático de Villa Tunari). La precipitación anual de 2300 mm muestra una clara estación lluviosa de octubre a abril, con precipitaciones mensuales entre 160 y 380 mm.

## Red de transporte
Tocopilla se encuentra a 207 km por carretera al noreste de Cochabamba, la capital departamental.
La Ruta Nacional 4, de 1657 km de longitud, atraviesa la cercana Villa Tunari, cruzando el país de oeste a este. Conduce desde Tambo Quemado en la frontera con Chile vía Cochabamba y Sacaba hasta Villa Tunari y vía Santa Cruz hasta Puerto Suárez en la frontera con Brasil.
Ocho kilómetros al este de Villa Tunari, un camino vecinal se bifurca en una larga curva a la derecha en dirección noreste hasta Ibuelo, cruza los brazos sur y norte del río Chapare y llega a Tocopilla luego de un total de treinta y ocho kilómetros por Villa Fernández, San Luis y Eduardo Avaroa.

## Población
La población de la ciudad se triplicó con creces en la década entre los dos últimos censos:
| año  | residente            | fuente |
| ---- | -------------------- | ------ |
| 1992 | sin datos de detalle | censo  |
| 2001 | 182                  | Censo  |
| 2012 | 559                  | censo  |

Debido a la distribución poblacional históricamente creciente, la región cuenta con una importante proporción de población quechua, en el municipio de Villa Tunari el 83,5 por ciento de la población habla quechua.